# Intolerancia a la histamina
La intolerancia a la histamina, a veces llamada histaminosis, es una acumulación excesiva de histamina de la dieta en el cuerpo humano. A veces, se le denomina informalmente como una alergia; sin embargo, la intolerancia es técnicamente causada por la acumulación gradual de histamina extracelular debido a un desequilibrio.
Aproximadamente el 1% de la población tiene intolerancia a la histamina; de ellos, el 80% son de mediana edad.

## General
El desequilibrio en la intolerancia a la histamina se da entre la síntesis y la liberación selectiva de histamina de ciertos granulocitos (es decir, mastocitos y basófilos), frente a la descomposición de la histamina por las enzimas que la metabolizan, como la diaminooxidasa (DAO) y la histamina N-metiltransferasa (HNMT).
Por el contrario, las reacciones alérgicas que implican una respuesta alérgica inmediata a un alérgeno son causadas por la desgranulación anafiláctica, que es la liberación abrupta y explosiva de «mediadores preformados», incluida la histamina, de los mastocitos y basófilos en todo el cuerpo.

## Síntomas
Los posibles síntomas después de la ingestión de alimentos ricos en histamina incluyen:
- Erupción cutánea, urticaria, eccema, picazón
- Dolor de cabeza, sofocos, migraña, mareos
- Nariz estrecha o que moquea, dificultad para respirar, asma bronquial, dolor de garganta
- Distensión abdominal, diarrea, estreñimiento, náuseas, vómitos, dolor abdominal, acidez estomacal
- Presión arterial alta (hipertensión), taquicardia, arritmias cardíacas, presión arterial baja (hipotensión)
- Trastornos menstruales (dismenorrea), cistitis, uretritis e irritación de las mucosas de los genitales femeninos
- Retención de agua (edema), edema de médula ósea, dolor en las articulaciones
- Fatiga, mareos, cansancio, trastornos del sueño
- Confusión, nerviosismo, estados de ánimo depresivos

## Metabolismo
En el cuerpo humano, la histamina se metaboliza extracelularmente por la enzima diamino oxidasa (DAO) e intracelularmente por la histamina N-metiltransferasa (HNMT) y las aldehído oxidasas (AOX1). En la intolerancia a la histamina, la actividad de la DAO es limitada y la histamina de la dieta y la formada en el organismo solo se metaboliza parcialmente. El consumo de alimentos que contienen histamina (por ejemplo, el vino tinto o el queso duro) conduce a una reacción seudoalérgica. No está claro cómo la histamina atraviesa la pared gastrointestinal durante la absorción y entra en la sangre sin entrar en contacto con las aldehído oxidasas expresadas en las células gastrointestinales y las histamina N-metiltransferasas.

## Alimentos potencialmente dañinos
Las siguientes categorías de alimentos han sido citadas en la literatura como ricas en histamina:

### Carne y pescado
- Productos pesqueros, especialmente conservas de pescado
- Jamón
- Vísceras
- Cerdo
- Salami
- Carne ahumada
- Otros mariscos

### Lácteos
- Quesos maduros (duros): a mayor grado de madurez, mayor contenido de histamina

### Alcohol
- Cerveza (especialmente de alta fermentación y turbia o de color)
- Algunas champañas francesas (hechos parcialmente con uvas rojas)
- Vino tinto

### Tabaco
Se sospecha que la exposición activa o pasiva al humo del tabaco favorece la intolerancia a la histamina, pero no se ha estudiado adecuadamente.

### Frutas
- Frutas cítricas
- Fresas
- Papaya
- Pasas

### Verduras, legumbres y raíces
- Tomates
- Espinaca
- Aguacate
- Brotes de bambú
- Frijoles
- Berenjena
- Rábano picante
- Hongos
- Chucrut
- Otros mohos (por ejemplo, el moho noble de quesos y salamis)

### Otros
- Chocolate (el chocolate en sí no contiene histamina, pero sí cacao, que bloquea la función de la enzima DAO que elimina la histamina[10])
- Nueces[11]
- Productos con vinagre, como pepinillos o mostaza
- Soya y productos de soya (p. ej., tofu)

(Esta lista se extrae del artículo de Wikipedia en alemán sobre la intolerancia a la histamina: Histamin-Intoleranz. Se ha ampliado usando Verträglichkeit von histaminhaltigen Lebensmitteln.

## Interacciones con las drogas
- Algunos medicamentos o los llamados liberadores de histamina (por ejemplo, ciertos aditivos alimentarios) puede retrasar la descomposición de la histamina o liberar histamina en el cuerpo.[cita requerida]
- El consumo de alcohol aumenta la permeabilidad de la membrana celular y, por lo tanto, reduce el límite de tolerancia a la histamina, por lo que pueden ocurrir reacciones particularmente fuertes cuando se mezclan alcohol y alimentos ricos en histamina (p. ej., vino tinto y queso).[13]

## Diagnóstico
Para un diagnóstico, el historial clínico es fundamental. Sin embargo, dado que muchas quejas como dolores de cabeza, migrañas, asma bronquial, hipotensión, arritmia y dismenorrea (períodos dolorosos) pueden ser causadas por algo distinto a la intolerancia a la histamina, no es sorprendente que la mitad de los diagnósticos sospechosos no se confirmen.[cita requerida]
El diagnóstico generalmente se realiza provocando intencionalmente una reacción. Sin embargo, dado que la histamina puede potencialmente causar condiciones potencialmente mortales, se prefiere el siguiente procedimiento: tomar muestras de sangre antes y después de una dieta de 14 días y medir los cambios en los niveles de histamina y diamino oxidasa (DAO). En vez de aumentar la histamina durante la dieta de prueba, se elimina. Este procedimiento no pone en peligro al paciente. Todo lo contrario: en presencia de intolerancia a la histamina, los síntomas han mejorado o desaparecido por completo. Al mismo tiempo, el nivel de histamina en sangre se reduce a la mitad y la DAO aumenta significativamente. Si no hay intolerancia a la histamina, los niveles en sangre no cambian y tampoco los síntomas. Simultáneamente, deben excluirse la alergia alimentaria, las reacciones cruzadas con el polen, la malabsorción de fructosa, la intolerancia a la lactosa y la celiaquía.[cita requerida]

## Terapia
La base del tratamiento es una reducción de la histamina dietética a través de una dieta pobre en histamina. Ciertos alimentos (p. ej., las frutas cítricas) y ciertos medicamentos (p. ej., la morfina ) que no contienen histamina por sí mismo también deben evitarse, porque se sabe que liberan la histamina almacenada en el cuerpo (liberación de histamina).
Si es inevitable comer alimentos que contienen histamina, los antihistamínicos y el cromolín sódico pueden ser efectivos. La ingesta de diaminooxidasa (DAO) en forma de cápsulas con las comidas puede reducir los síntomas de la intolerancia a la histamina.
Según Reinhart Jarisch, en casos de niveles altos de glutamato en sangre, como puede ocurrir en algunos casos de eccema e intolerancia a la histamina, es recomendable el tratamiento con vitamina B6. Esto favorece la síntesis de DAO propia del organismo y combate así los efectos de la intolerancia a la histamina. Los rangos de referencia (valores normales) para el ácido glutámico en sangre son 20-107 en lactantes, 18-65 en niños y 28-92 μmol/ml en adultos.